# 中尾碩志
中尾 碩志（なかお ひろし、1919年12月1日 - 1977年12月9日）は、三重県伊勢市出身のプロ野球選手（投手）。旧名は中尾 輝三（なかお てるぞう）。

## 経歴
宇治山田出身で旧制京都商業学校（現・京都先端科学大学附属高等学校）を経て、1939年に東京巨人軍に入団。沢村栄治と出身中学も含めて同じ経歴であったことから巨人入団時も「沢村二世」との触れ込みであったという。
1年目から39試合に登板し12勝を記録。なお5月9日と7月15日の試合でも先発登板して、5回以降までリードしたまま降板しチームはそのままリードを守ったまま巨人が勝利したが、試合当時の公式記録員は中尾の後を受けてリリーフで投げたヴィクトル・スタルヒンを勝利投手とした。この勝利投手の記録を巡っては、二度に渡ってスタルヒンとの間で修正される事となり、1953年に中尾が勝利投手として修正され、この年の勝ち星を14勝としているが、1962年にコミッショナー裁定で再度スタルヒンの勝ち星に戻され、12勝で確定している。
11月3日の対東京セネタース戦では、ルーキーにしてノーヒットノーランを達成している。この試合の4回には、無死一塁から野口二郎にライト前に落ちる打球を打たれるが、右翼手・中島治康の好返球で、一塁走者尾茂田叶が二塁封殺され、ライトゴロになる幸運もあった。NPBで11月にノーヒットノーランを達成した投手は中尾ただ一人である。
翌1940年から2年連続で26勝を記録。1941年には病気のスタルヒン代わってエースとなり、26勝（リーグ2位）、防御率1.54（リーグ7位）の好成績を挙げ、179奪三振はリーグトップであった。この年の7月16日の対名古屋軍戦で2度目のノーヒットノーランを達成。この時も8回に連続四球で無死一・二塁の場面を作り、牧常一にライト前に落ちる打球を打たれたが、右翼・中島の好返球で一塁走者木村進一を二塁で封殺、さらに続く桝嘉一の右飛を捕球した中島が一塁走者の牧が飛び出しているのを見て素早く一塁へ送球して併殺にして切り抜けた。1942年13勝を挙げるも、同年9月に入営のため退団。
1946年巨人に復帰。戦後は制球力とドロップを駆使した技巧派に転向し、1948年には27勝で最多勝、防御率1.84で最優秀防御率、奪三振187で最多奪三振。1リーグ制最後の投手三冠王を達成するとともに、ベストナイン、沢村賞にも選出された。その後、故障とスランプにより1951年、1952年は一桁勝利に留まるが、1953年から主戦投手として復活し3年連続で15勝前後を記録するなど、別所毅彦・藤本英雄・大友工らと巨人の第二期黄金時代の投手陣を支えた。1955年に通算200勝を達成。未勝利に終わった1957年限りで引退。通算記録の投球回3057と与四球1436は、今なお巨人の球団最多記録である。
引退後は巨人投手コーチ（58年 - 61年、74年）・二軍監督（62年 - 70年、72年 - 73年）・ヘッドコーチ（71年）を歴任し、V9を支えた。黒メガネの二軍監督として『巨人の星』『侍ジャイアンツ』などの漫画アニメに登場した。また、一軍投手陣が不調に陥ると、中尾が一軍に呼び戻されて投手陣の整備に努めるなど、監督であった川上哲治の信頼が厚かった。その間の1973年には湯口事件の当事者として、川上とともにバッシングにさらされている。
1974年オフの川上の勇退に伴って、中尾はフロント入りしてスカウト部長に就任する。1977年12月9日午前7時28分に急性胆嚢炎のため川崎市内にある聖マリアンナ医科大学病院で急逝した。58歳没。1998年に野球殿堂入り。

## 選手としての特徴
剛速球であったが制球が悪かった。1度目のノーヒットノーランの際は四球10個、2度目も四球7個に死球1個を出しながら安打を許さずシャットアウトしている。特に1度目の時は初回から5回まで毎回先頭打者を四球で歩かせ、4回（上述のライトゴロの後）と9回のいずれも二死後に連続四球を記録している。NPBで二桁四球を出しながらノーヒットノーランを達成したのも中尾ただ一人である。
戦後は制球力を重視する技巧派に転身。徐々に腕の位置が下がるとともに、落ちる球も覚えて、長きに亘って主戦投手として活躍した。投球回9イニングスあたりの与四球数は、戦前の1939～1942年は5.68個であったが、両リーグ分立後の1953年～1955年は2.09個と大幅に改善されている。

## 人物
投手は先発完投こそが華と強く自負しており、投手分業制を掲げるかつての同僚であった近藤貞雄との論争の数々は多くの人に知られている。
しらふの時には堅物で「俺は聖人君子だ」というような顔をしていた。一方で、一升瓶をすぐに空けてしまうほどの酒好きで、酔いが回ると顔色が真っ青になり、先輩後輩誰彼構わず大きな手で襟首を捕まえて引きずり倒し、押さえつけてから説教をするようなところがあったという。
1950年ごろの巨人の若手グループ「トンコ節集団」のリーダー格であった。メンバーは中尾のほか、多田文久三・小松原博喜・藤原鉄之助・武宮敏明・内藤博文・大友工・松田清・市川マネージャーの8人組で、中尾はよくメンバーを引き連れて夜の町へ繰り出していた。メンバーの大友は「飲んで騒いで、さっと引き揚げ、あれでわれわれ若手は救われたし、中堅クラスが一つにまとまった」と語っていた。
真面目過ぎる性格で、二軍の監督・コーチ時代は、若い選手が中尾の厳しさに音を上げていたほどだった。律儀な性格で、スカウト部長時代に甲子園大会に偵察に行った際、ネット裏からプレーする選手を張り付くようにして眺め、食事もわざわざ運ばせて食べながら選手を注視していたという。

## 詳細情報

### 年度別投手成績
| 年 度      | 球 団      | 登 板 | 先 発 | 完 投 | 完 封 | 無 四 球 | 勝 利 | 敗 戦 | セ 丨 ブ | ホ 丨 ル ド | 勝 率 | 打 者 | 投 球 回 | 被 安 打 | 被 本 塁 打 | 与 四 球 | 敬 遠 | 与 死 球 | 奪 三 振 | 暴 投 | ボ 丨 ク | 失 点 | 自 責 点 | 防 御 率 | W H I P |
| ---------- | ---------- | ----- | ----- | ----- | ----- | -------- | ----- | ----- | -------- | ----------- | ----- | ----- | -------- | -------- | ----------- | -------- | ----- | -------- | -------- | ----- | -------- | ----- | -------- | -------- | ------- |
| 1939       | 巨人       | 39    | 32    | 12    | 5     | 0        | 12    | 5     | --       | --          | .706  | 971   | 224.0    | 153      | 4           | 174      | --    | 3        | 137      | 6     | 0        | 82    | 65       | 2.61     | 1.46    |
| 1940       | 巨人       | 48    | 41    | 30    | 5     | 1        | 26    | 11    | --       | --          | .703  | 1443  | 347.0    | 223      | 4           | 212      | --    | 4        | 225      | 4     | 1        | 93    | 68       | 1.76     | 1.25    |
| 1941       | 巨人       | 41    | 34    | 23    | 10    | 0        | 26    | 9     | --       | --          | .743  | 1212  | 299.0    | 160      | 3           | 181      | --    | 1        | 179      | 3     | 0        | 63    | 51       | 1.54     | 1.14    |
| 1942       | 巨人       | 32    | 25    | 17    | 3     | 0        | 13    | 8     | --       | --          | .619  | 951   | 230.2    | 148      | 4           | 128      | --    | 2        | 114      | 6     | 0        | 63    | 48       | 1.87     | 1.20    |
| 1946       | 巨人       | 34    | 29    | 12    | 2     | 0        | 11    | 10    | --       | --          | .524  | 917   | 207.1    | 203      | 4           | 120      | --    | 3        | 99       | 4     | 1        | 100   | 76       | 3.29     | 1.56    |
| 1947       | 巨人       | 28    | 26    | 14    | 1     | 1        | 9     | 14    | --       | --          | .391  | 762   | 182.0    | 137      | 10          | 110      | --    | 1        | 74       | 3     | 0        | 76    | 59       | 2.92     | 1.36    |
| 1948       | 巨人       | 47    | 39    | 25    | 8     | 2        | 27    | 12    | --       | --          | .692  | 1347  | 343.0    | 245      | 8           | 116      | --    | 3        | 187      | 0     | 1        | 93    | 70       | 1.84     | 1.05    |
| 1949       | 巨人       | 32    | 24    | 14    | 0     | 0        | 13    | 10    | --       | --          | .565  | 883   | 204.2    | 192      | 11          | 99       | --    | 3        | 116      | 1     | 1        | 100   | 83       | 3.64     | 1.42    |
| 1950       | 巨人       | 38    | 27    | 8     | 2     | 1        | 12    | 11    | --       | --          | .522  | 838   | 194.1    | 193      | 26          | 76       | --    | 1        | 112      | 3     | 0        | 105   | 84       | 3.88     | 1.38    |
| 1951       | 巨人       | 29    | 16    | 4     | 0     | 1        | 9     | 6     | --       | --          | .600  | 541   | 130.1    | 124      | 8           | 37       | --    | 0        | 60       | 0     | 2        | 56    | 44       | 3.02     | 1.24    |
| 1952       | 巨人       | 14    | 4     | 1     | 0     | 0        | 1     | 2     | --       | --          | .333  | 193   | 42.1     | 42       | 1           | 27       | --    | 2        | 23       | 0     | 1        | 26    | 19       | 3.97     | 1.63    |
| 1953       | 巨人       | 34    | 20    | 6     | 2     | 0        | 14    | 8     | --       | --          | .636  | 734   | 181.2    | 157      | 5           | 40       | --    | 2        | 68       | 0     | 0        | 76    | 55       | 2.72     | 1.08    |
| 1954       | 巨人       | 37    | 24    | 8     | 4     | 1        | 15    | 5     | --       | --          | .750  | 743   | 187.2    | 161      | 12          | 44       | --    | 5        | 76       | 2     | 0        | 63    | 54       | 2.59     | 1.09    |
| 1955       | 巨人       | 31    | 23    | 7     | 1     | 3        | 16    | 9     | --       | --          | .640  | 722   | 183.0    | 149      | 11          | 44       | 1     | 5        | 81       | 0     | 0        | 54    | 43       | 2.11     | 1.05    |
| 1956       | 巨人       | 29    | 16    | 3     | 2     | 0        | 5     | 7     | --       | --          | .417  | 400   | 93.2     | 92       | 4           | 28       | 2     | 3        | 41       | 1     | 0        | 29    | 21       | 2.01     | 1.28    |
| 1957       | 巨人       | 3     | 1     | 0     | 0     | 0        | 0     | 0     | --       | --          | ----  | 26    | 6.1      | 7        | 1           | 0        | 0     | 0        | 5        | 0     | 0        | 2     | 2        | 2.57     | 1.11    |
| 通算：16年 | 通算：16年 | 516   | 381   | 184   | 45    | 10       | 209   | 127   | --       | --          | .622  | 12683 | 3057.0   | 2386     | 116         | 1436     | 3     | 38       | 1597     | 33    | 7        | 1081  | 842      | 2.48     | 1.25    |

- 各年度の太字はリーグ最高

### タイトル
- 最多勝利：1回 （1948年）
- 最優秀防御率：1回 （1948年）
- 最多奪三振：2回 （1941年、1948年）※当時連盟表彰なし

### 表彰
- 沢村栄治賞：1回 （1948年）
- ベストナイン：1回 （投手部門：1948年）
- 野球殿堂特別表彰 （1998年）

### 記録
- 投手三冠王：1回 （1948年）※史上4人目、戦後初、左腕初
- ノーヒットノーラン：2回
  - 1939年11月3日、対東京セネタース戦（後楽園球場） ※与四球10個でのノーヒットノーランはNPB記録[9]
  - 1941年7月16日、対名古屋軍戦（後楽園球場）
- オールスターゲーム出場：4回 （1951年、1953年、1954年、1955年）
- 最高勝率無しで通算勝率.6220　※2000投球回以上では野口二郎に次ぐ歴代2位
- リーグ最多完投無しで通算184完投　※歴代最多
- リーグ最多完封無しで通算45完封　※歴代最多
- リーグ最多与四球無しで通算1436与四球　※歴代最多

### 背番号
- 18 （1939年 - 1942年、1946年 - 1957年）
- 33 （1958年 - 1961年）
- 70 （1962年 - 1974年）

### 登録名
- 中尾 輝三 （なかお てるぞう、1939年 - 1947年）
- 中尾 碩志 （なかお ひろし、1948年 - 1974年）